# Cupido similis
Cupido similis är en fjärilsart som beskrevs av Moore 1878. Cupido similis ingår i släktet Cupido och familjen juvelvingar. Inga underarter finns listade i Catalogue of Life.